# 木場城
木場城（きばじょう）は、新潟県新潟市西区木場にあった日本の城。

## 歴史
集落としての木場は永禄4年（1561年）に信州からの入植者により開墾されたと伝わる。
1581年（天正9年）に勃発した新発田重家の乱において、新発田側が物流の拠点として確保した信濃川河口地域を守る新潟城・沼垂城と対峙する最前線基地として上杉景勝によって築城され、城主には蓼沼藤七が置かれた。新発田側の城は河口地帯の湿地帯及び砂地だったために攻略は難しかったが、木場城も付近に中ノ口川や多くの沼が天然の防御帯となっていたために新発田勢も攻略に苦慮した。最終的には新発田勢を討ち、信濃川河口の利権を景勝勢が確保した事が新発田氏滅亡への足がかりとなった。
1598年（慶長3年）の上杉家の会津移封に蓼沼氏が同行したため廃城となった。
その後、堀氏が越後に入封し新潟港の本格改修した際には城跡に館を置いた。
現在跡地は『宮のもり・木場城公園』として整備されている。